# Nöttjärnen (Degerfors socken, Västerbotten)
Nöttjärnen är en sjö i Vindelns kommun i Västerbotten och ingår i Umeälvens huvudavrinningsområde.